# 莊祖宜
莊祖宜（英語：Tzu-i Chuang Mullinax，1974年8月13日—），出生于台湾，美國華裔作家，美国驻成都最後一任总领事林傑伟（英語：Jim Mullinax）之妻，台灣聲樂家范宇文之女。其代表作品有《厨房里的人类学家》和《其实，大家都想做菜》。

## 生平
莊祖宜是外省人第二代，父亲莊人農是上海人，母亲范宇文是台湾知名高音歌唱家、东吴大学音乐系教授。外祖父范仲是四川省万县（今重庆市万州区武陵镇）人，少年从军。与外祖母戴其敏在成都相识、相恋。母亲范宇文于1946年出生于河南省潢川县。1949年，外祖父范仲一家随国府迁台:30－31。莊祖宜是家中的次女。出生一個月後，由於母亲进入大学讀書，所以她与保姆一同生活至6岁。
莊祖宜畢業於台灣師範大學英語系，又在哥倫比亞大學獲得人類學碩士學位。此後，她前往華盛頓大學人類學研究所攻讀博士生，並在此時結識林傑伟以及成婚，有两个儿子。
莊祖宜後來迷戀上廚藝，決定放棄博士學位轉而申請劍橋廚藝學校並順利從劍橋廚藝學校畢業。林傑伟被派駐上海時，莊祖宜還拍攝了68部《廚房裡的人類學家》烹飪短片。

## 争议

### 《花木蘭》新疆再教育營事件
迪士尼2020年電影花木蘭在片尾中鳴謝了與新疆再教育營相關的政府單位。庄祖宜對此批評，招來大批中國網民在其微博留言辱罵。

### 2020年7月的“纳粹论”
2020年中美政治斗争中，美国政府在当年7月率先关闭中国驻休斯敦总领事馆。同月，中国政府以关闭美国驻成都总领事馆回应。随着事件发展，莊祖宜成为中国大陆网络舆论关注的焦点，她此前微博描述2月她與二個孩子因疫情緊急撤回美國的情況，「我曾經一閃念，試想二戰前猶太人為了躲納粹而離開家是否就像這樣」，引發網民兩極評價：一是她自比“犹太人躲纳粹”，恶意满满；二是“看得落泪”、“期待归来”。莊祖宜过往在脸书的发言，亦被媒体再度发掘。她在脸书表达了支持自由、民主的政治立场，并涉及香港返送中、西藏独立运动和新疆独立运动。
7月28日，针对中国大陆网友的不满和抨击，莊祖宜回應：自己只是大國博奕下受到影響的「數百個」家庭的其中之一，因「總領事夫人」的身分受到了太多關注，也表示自己不是「公務員」，有自由抒發個人言論，其所發表內容也不代表美國政府等。以及「我只嫁給了我先生，沒有嫁給美國國務院。」莊祖宜的回應激起中国大陆媒体和网友进一步的反驳和批评。8月25日（七夕），莊祖宜在脸书发文，透露丈夫已回到美国，全家团聚。2021年1月，莊祖宜在脸书发文，透露母子三人（2020年2月）抵美后，曾滞留於华盛顿七个月，“带着三个皮箱举目无亲”，幸好“好多原本素不相识的台湾朋友伸出援手，有人来载我去买菜、帮我搬家[……]都是雪中送炭，永难忘怀”。
中国大陆网络舆论除对莊祖宜政治立场的质疑和“纳粹论”外，亦有对她与林傑伟是否结婚、她是否具有外交官夫人身份的怀疑。2021年1月5日，莊祖宜在脸书发文，指自己被中国大陆网络舆论塑造成「以美食和音樂做幌子，從事領事顛覆任務的女特務、香蕉人、台灣政府配給美國外交官的『陪睡丫頭』」。数月间，受到的辱骂和死亡威胁不曾间断。朋友亦遇到質詢、騷擾、網路封號、工作凍結、降職等问题。她表示，「向來知道大環境艱危，外交使節和家屬的日常生活明顯遭受監控」，但「面對如此以國家力量主導的謠言散播和人身攻擊，我還是崩潰了，那些曾經讀過的文革故事和歐威爾預言都成了真實肉身的恐懼」。11日，她的姐姐莊祖欣也在脸书作出回应，认为“纳粹论”是假新闻误导之故，其它则是“中国网军”对莊祖宜的人身攻击和性别歧视。
2024年5月，莊祖宜接受柴靜採訪時透露，4年前撤館風波中，兩岸各有人向美國政府舉報她是中國間諜，導致全家被調查，而且台湾舉報者都「有頭有臉，教育程度比較高，跟小粉紅不一樣」。庄祖宜说这段经历使她理解恶无关政体，而关乎人性。

## 备注
1. ↑  2020年7月1日，莊祖宜微博原文：这些贪婪而确切的计画（在美食和音乐方面的安排）都因为新冠疫情成了泡影，而我连逗留在屋子裡缅怀唏嘘一会儿的机会都没有。记得二月一日大清早Jim摇醒我说，不好了，（美国）国务院刚下命令，所有的外交人员家属都必须立刻撤离中国！我和孩子只有不到48小时的时间订机票旅馆，打包行李，备齐医疗文件[……]我曾经一闪念，试想二战前犹太人为了躲纳粹而离开家是否就像这样，然后甩甩头不想太情绪化，告诉自己我很快就会回来[8]。
2. ↑  2020年7月30日相关报道提及[9]，莊祖宜脸书原文：「我有朋友在香港情勢最混亂的時候前去參加國際詩歌節，發表對自由民主的渴望和對香港人的支持。作曲家持續與藏族和維吾爾族的音樂人合作，台灣的同胞們，請不要因為我們有幸享有自由民主，就要求大陸有獨立思考能力的人都去大聲抗衡做砲灰。」
3. ↑  中国大陆网络上存在“[美国驻]成都總領事館在中國從事西藏、新疆方面的情報工作”的质疑[7]。
4. ↑  “陪睡丫頭”即中国旧时婚姻中不具有配偶身份的婢妾，身份卑微，如其姐莊祖欣所说“連個妾都不如”[11]。
5. ↑  “歐威爾預言”当指喬治·歐威爾在小说《动物莊园》和《1984》中对极权社会的描述。
6. ↑  2020年1月11日，莊祖欣原文[11]：這個時代，假新聞、假證據 一旦在網路上被傳個一百次、一千次，假的 似乎就敢搖身一變成真了。連我身邊的一個朋友，本來對我家情形很清楚的，看多了微博上的傳聞，竟然跑來跟我說，「⋯你妹把中國比做納粹是太不應該了。」我說，「妳是讀過她的原文的，明知道這她《納粹》比喻的是《新冠病毒》，比作中國 完全是被捏造抹黑出來的。」「⋯呃，是啊，我也覺得奇怪呀[……]其二，中國網軍和其落井下石的跟進者 似乎終於找到一致同意的 最惡毒的字眼，就是 說她是 台灣送給美國人的 慰安婦、婊子、陪睡丫頭、沒名份還幫生孩子的 棄婦⋯⋯有沒有注意到，這些 侮辱都是 極度性別歧視的字眼。我第一次讀到「陪睡丫頭」時 不禁大笑，還想著 送他們夫妻結婚十五年紀念一組枕頭套呢，上頭分別刺繡「陪睡丫頭」和「陪睡長工」。試問[……]從網軍的言論顯示出：中國名義上管制森嚴的外交部其實這麼容易就讓人去任意吊銷資料，還不費吹灰之力就查到，說莊祖宜拿的是 「隨行僕傭」的簽證進入中國的？並以此證明，說她根本連個妾都不如？怪了，如果只是個僕傭，美國政府幹嘛這麼 煞有介事地 撤離 並經濟輔助一個 台傭呢？[……]想不到 到了21世紀，女人的貞操、名份卻仍舊是 中國網民用來 羞辱人的唯一選項。其落後可見一斑。[……]